# Onihitokuchi

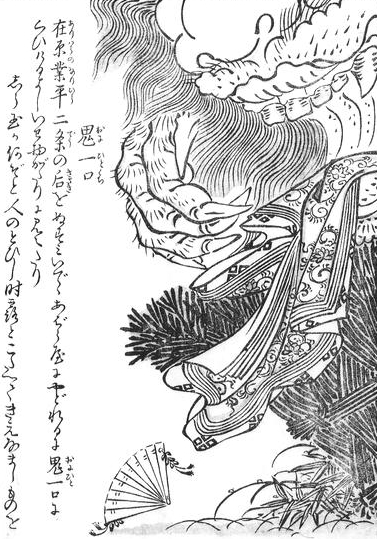
"Onihitokuchi" dall'Konjaku Hyakki Shūi di Sekien Toriyama

Gli Onihitokuchi (鬼一口) sono degli Oni carnivori con un solo occhio.

## Leggenda
Nella sesta parte dei racconti di Ise del Periodo Heian, è riportato ciò:" Un uomo frequentava una donna da tanti anni, ma il loro differente status sociale ne proibiva l'unione. Così, una notte fuggirono assieme nel cuore di una notte tempestosa e si ripararono dalla pioggia in una grotta sperduta e, fatta entrare la donna al suo interno, il giovane fece la guardia all'ingresso con l'arco di sua proprietà. Quando all'alba entrò nella caverna, non trovò la sua compagna, perché lei era stata divorata in un sol boccone da un Oni che viveva lì e le sue urla erano state coperte dal frastuono dei fulmini".
La storia fu illustrata da Sekien Toriyama nel Konjaku Hyakki Shūi sotto il titolo "Onihitokuchi".
Inoltre, nella collezione di setsuwa è raccontato come un Onihitokuchi si sia camuffato da giovane per sedurre una donna e divorarla, mentre nel Konjaku Monogatarishū la ragazza viene semplicemente rapita mentre passeggiava di notte.
Si ipotizza che queste storie cercassero di spiegare le sparizioni improvvise nei periodi di guerre o carestie.